# St.-Marienstift-Kapelle (Magdeburg)

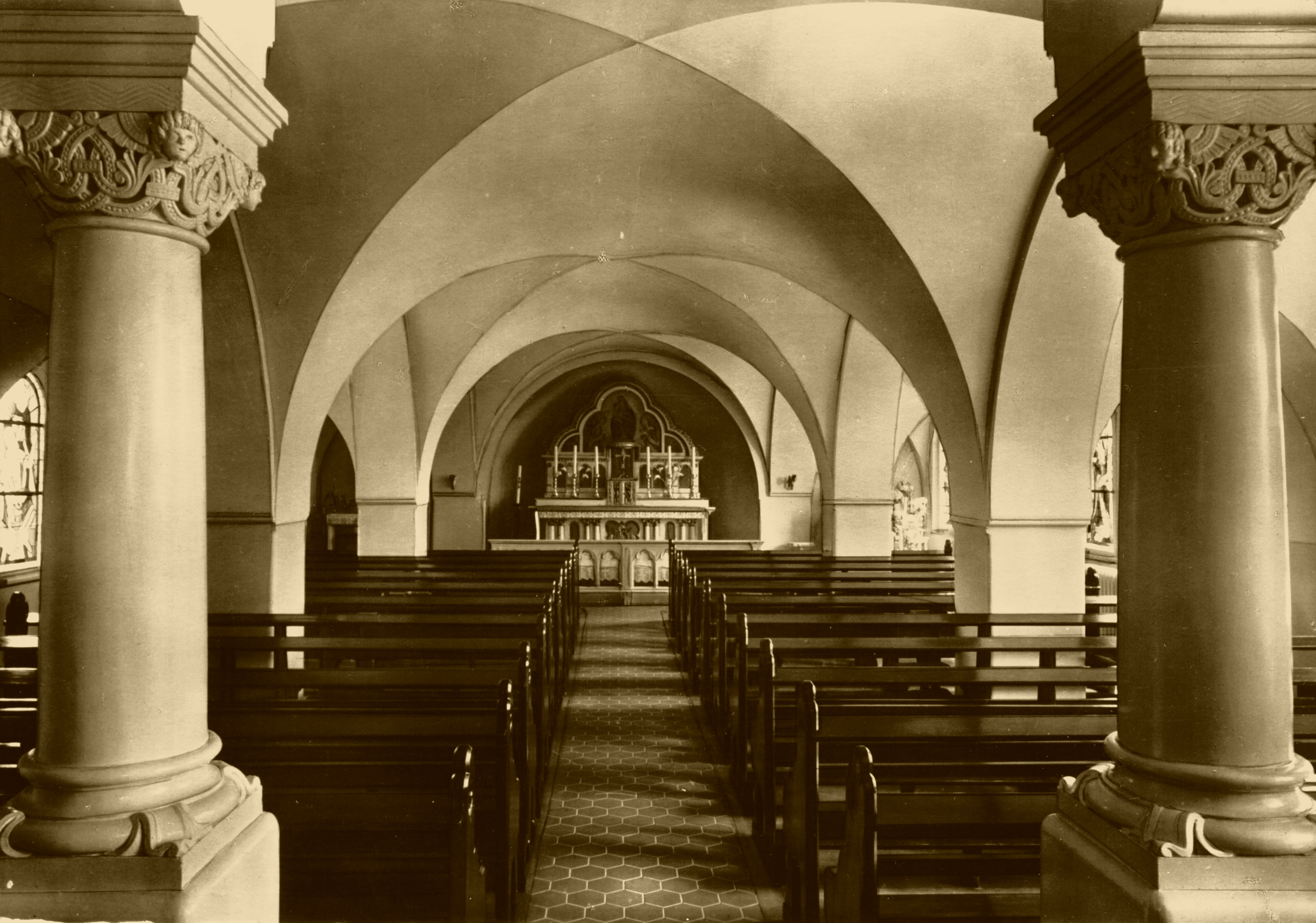
Marienstift-Kapelle vor 1957

Die Sankt-Marienstift-Kapelle ist eine katholische Kapelle im Magdeburger Stadtteil Stadtfeld West, die Teil des Krankenhauses St. Marienstift ist.

## Geschichte
Die Kapelle entstand 1904 bis 1906 im Zuge der Errichtung des St. Marienstiftes, das ursprünglich Mädchenpensionat, Waisenhaus und Heimstatt für die Schwestern von der Heiligen Elisabeth war. Die Einweihung der Anlage fand am 18. Oktober 1906 statt. Der Jungfrauenverein Magdeburg stiftete den ursprünglichen Hochaltar für die Kapelle. 1926 wurde die Kapelle mit einem Harmonium ausgestattet und erhielt im Zuge einer Renovierung 1957 eine Orgel und ein Mosaik im Altarraum.
Die Kapelle des Hauses, das seit 1909 Krankenhaus ist und zeitweilig als Lazarett genutzt wurde, ist heute ein Gottesdienstort der Kathedralpfarrei St. Sebastian. In ihr finden bis heute neben regelmäßigen Gottesdiensten und Gebeten der Ordensschwestern auch Orgelkonzerte statt.